# العلاقات الأرجنتينية الدنماركية
العلاقات الأرجنتينية الدنماركية هي العلاقات الثنائية التي تجمع بين الأرجنتين والدنمارك.

## مقارنة بين البلدين
هذه مقارنة عامة ومرجعية للدولتين:
| وجه المقارنة                                              | الأرجنتين                                               | الدنمارك                                                     |
| --------------------------------------------------------- | ------------------------------------------------------- | ------------------------------------------------------------ |
| المساحة (كم2)                                             | 2.78 مليون                                              | 42.92 ألف                                                    |
| عدد السكان (نسمة)                                         | 44.27 مليون                                             | 5.79 مليون                                                   |
| الكثافة السكانية (ن./كم²)                                 | 15.92                                                   | 134.9                                                        |
| العاصمة                                                   | بوينس آيرس                                              | كوبنهاغن                                                     |
| اللغة الرسمية                                             | اللغة الإسبانية                                         | اللغة الدنماركية                                             |
| العملة                                                    | البيزو الأرجنتيني 1983 ‏، بيزو أرجنتيني، أسترال أرجنتيني | كرونة دنماركية                                               |
| الناتج المحلي الإجمالي (بليون دولار)                      | 637.59 مليار                                            | 324.87 مليار                                                 |
| الناتج المحلي الإجمالي (تعادل القوة الشرائية) بليون دولار | 883.02 مليار                                            | 278.61 مليار                                                 |
| الناتج المحلي الإجمالي الاسمي للفرد دولار أمريكي          | 13.43 ألف                                               | 51.99 ألف                                                    |
| الناتج المحلي الإجمالي للفرد دولار أمريكي                 |                                                         | 45.54 ألف                                                    |
| مؤشر التنمية البشرية                                      | 0.827                                                   | 0.900                                                        |
| رمز المكالمات الدولي                                      | +54                                                     | +45                                                          |
| رمز الإنترنت                                              | .ar                                                     | .dk                                                          |
| المنطقة الزمنية                                           | 00                                                      | توقيت وسط أوروبا، ت ع م+02:00، ت ع م+01:00، أوروبا/كوبنهاجن ‏ |

## منظمات دولية مشتركة
يشترك البلدان في عضوية مجموعة من المنظمات الدولية، منها:
| علم المنظمة | اسم المنظمة                               | تاريخ انضمام الأرجنتين | تاريخ انضمام الدنمارك |
| ----------- | ----------------------------------------- | ---------------------- | --------------------- |
|             | البنك الإفريقي للتنمية                    | ?                      | ?                     |
|             | منظمة الشرطة الجنائية الدولية             | ?                      | ?                     |
|             | الاتحاد البريدي العالمي                   | ?                      | ?                     |
|             | منظمة التجارة العالمية                    | ?                      | 1995                  |
|             | الفريق المعني برصد الأرض                  | ?                      | ?                     |
|             | مجموعة الموردين النوويين                  | ?                      | ?                     |
|             | مؤسسة التنمية الدولية                     | 3 أغسطس 1962           | 30 نوفمبر 1960        |
|             | مؤسسة التمويل الدولية                     | 13 أكتوبر 1959         | 20 يوليو 1956         |
|             | منظمة حظر الأسلحة الكيميائية              | ?                      | ?                     |
|             | الأمم المتحدة                             | 24 أكتوبر 1945         | 24 أكتوبر 1945        |
|             | الاتحاد الدولي للاتصالات                  | 1889                   | 1866                  |
|             | البنك الدولي للإنشاء والتعمير             | 20 سبتمبر 1956         | 30 نوفمبر 1960        |
|             | مجموعة أستراليا                           | 1993                   | 1985                  |
|             | المركز الدولي لتسوية المنازعات الاستشارية | 18 نوفمبر 1994         | 24 مايو 1968          |
|             | وكالة ضمان الاستثمار متعدد الأطراف        | 11 فبراير 1992         | 12 أبريل 1988         |
|             | نظام تحكم تكنولوجيا القذائف               | 1993                   | 1990                  |
|             | يونسكو                                    | 15 سبتمبر 1948         | 4 نوفمبر 1946         |

## أعلام
هذه قائمة لبعض الشخصيات التي تربطها علاقات بالبلدين:
- روكي اولسين (مدرب، ولاعب كرة قدم أرجنتيني، 9 سبتمبر 1925 – 15 يونيو 1992)
- غونار غويلرمو نيلسن (لاعب كرة قدم أرجنتيني، 12 أكتوبر 1983[21] – )
- غييرمو فرانكو (لاعب كرة قدم أرجنتيني، 3 نوفمبر 1976 – )
- فدريكو ديليا (ممثل أرجنتيني، 4 أكتوبر 1966 – )
- كارلوس هوغو كريستنسن (مخرج أفلام أرجنتيني، 15 ديسمبر 1914[22] – 30 نوفمبر 1999[22])

## وصلات خارجية
- موقع وزارة الخارجية الأرجنتينية
- موقع وزارة الخارجية الدنماركية